# Station Schagen
Station Schagen is het spoorwegstation van de plaats Schagen aan de spoorlijn Den Helder - Amsterdam. Het huidige station heeft 3 perronsporen. In 2009 was het station gerenoveerd en waren er enkele overkappingen en twee nieuwe liften geplaatst. In 2023 was het middelste spoor in een kopspoor veranderd. Aan de westzijde van het station, het voorplein, is er een busstation en een 'Kiss & Ride'-strook.
Lijn K is tussen Amsterdam en Schagen dubbelsporig. Tussen Schagen en Den Helder is de lijn enkelsporig.

## Geschiedenis
- SS vijfde klasse, 1862-1967 (gesloopt). De eerste steen van het station werd begin april 2021 gevonden in een voortuin in Uitgeest.[3] Deze steen is gelegd op 24 augustus 1864 door de 2 jaar en 8 maanden oude Willem Alexander Paul Frederik Lodewyk Boogh en toenmalig burgemeester Henry Robert de Meer.
- Standaardstation van architect Cees Douma, 1968-heden

## Tram
Tussen 1898 en 1935 werd station Schagen ook bediend door de tramlijnen Schagen - Wognum (1898-1930), Schagen - Van Ewijcksluis (1912-1935) en Schagen - Alkmaar (1913-1933). De tramlijnen vormden een onderdeel van het station en gebruikten in het algemeen de oostelijke sporen van het station. Direct aan de zuidkant van het station bogen de tramlijnen naar Wognum en Van Ewijcksluis, ter hoogte van huidige Zuiderweg, naar het oosten af en de lijn naar Alkmaar naar het westen (huidige voetgangers-/fietspad Trambaan). De treinspoorlijn Den Helder - Alkmaar gaat naar het zuiden en noorden.

## Treinen
In de dienstregeling 2025 wordt dit station bediend door de volgende treinseries:
| Serie | Treinsoort     | Route | Bijzonderheden |
| ----- | -------------- | --- | --- |
| 2700  | Intercity (NS) | Maastricht – Sittard – Roermond – Weert – Eindhoven Centraal – 's-Hertogenbosch – Utrecht Centraal – Amsterdam Centraal – Alkmaar – (Schagen – Den Helder)              | Rijdt van maandag t/m donderdag tot 20:00 uur tussen Alkmaar en Maastricht. Rijdt op vrijdag en in het weekend enkel tussen Alkmaar en Amsterdam Centraal. Tijdens de spits rijden 2 ritten in spitsrichting door van/naar Den Helder. Rijdt niet 's avonds na 20:00. Wordt na 20:00 uur, op vrijdag en in het weekend tussen Amsterdam Centraal en Maastricht vervangen door intercity 2900. |
| 3000  | Intercity (NS) | Nijmegen – Arnhem Centraal – Ede-Wageningen – Veenendaal-De Klomp – Driebergen-Zeist – Utrecht Centraal – Amsterdam Centraal – Zaandam – Alkmaar – Schagen – Den Helder | Veenendaal-De Klomp wordt alleen na 19:00 bediend door deze serie. |

## Buslijnen
Direct naast de ingang van Station Schagen bevindt zich een klein opgezet busstation. Het busvervoer in de omgeving Schagen wordt uitgevoerd door Connexxion in opdracht van de provincie Noord-Holland. Schagen valt onder het concessiegebied "Noord-Holland Noord". De volgende buslijnen doen station Schagen aan:
| Lijn | Route                                                                           | Soort     |
| ---- | ------------------------------------------------------------------------------- | --------- |
| 30   | Station Schagen - 't Zand - Julianadorp - Den Helder                            | Streekbus |
| 130  | Station Schagen - 't Zand - Julianadorp                                         | Streekbus |
| 152  | Station Schagen - Schagerbrug - De Stolpen - Callantsoog                        | Streekbus |
| 153  | Station Schagen - 't Veld - Winkel - Nieuwe Niedorp                             | Streekbus |
| 157  | Station Schagen - Dirkshorn - Tuitjenhorn - Warmenhuizen - Schoorldam - Alkmaar | Streekbus |
| 406  | Station Schagen - Waarland                                                      | Buurtbus  |
| 411  | Station Schagen - Tuitjenhorn                                                   | Buurtbus  |
| 416  | Station Schagen - Kreileroord                                                   | Buurtbus  |
| 417  | Station Schagen - Station Obdam                                                 | Buurtbus  |

## Voorzieningen
- Stationshuiskamer
- OV-Fiets
- Fietskluizen
- Toilet
- Watertappunt

## Ontwikkeling aantal reizigers
Het aantal door NS vervoerde reizigers (per gemiddelde werkdag) ontwikkelde zich sedert 2019 als volgt:
| Jaar | Aantal reizigers |
| ---- | ---------------- |
| 2019 | 5.488            |
| 2020 | 2.775            |
| 2021 | 2.932            |
| 2022 | 3.769            |
| 2023 | 4.046            |
| 2024 | 4.103            |

## Afbeeldingen

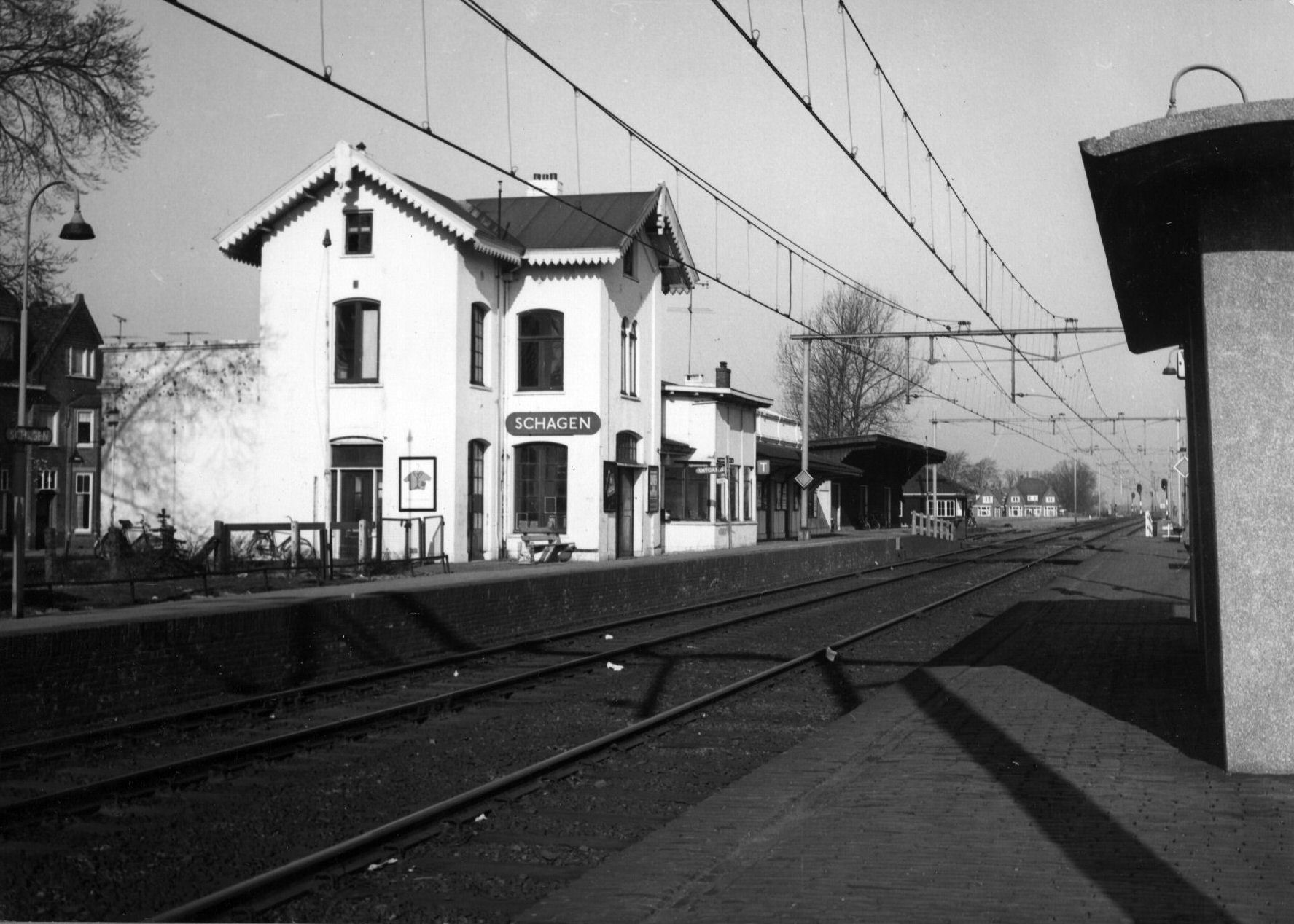
Station Schagen in 1967
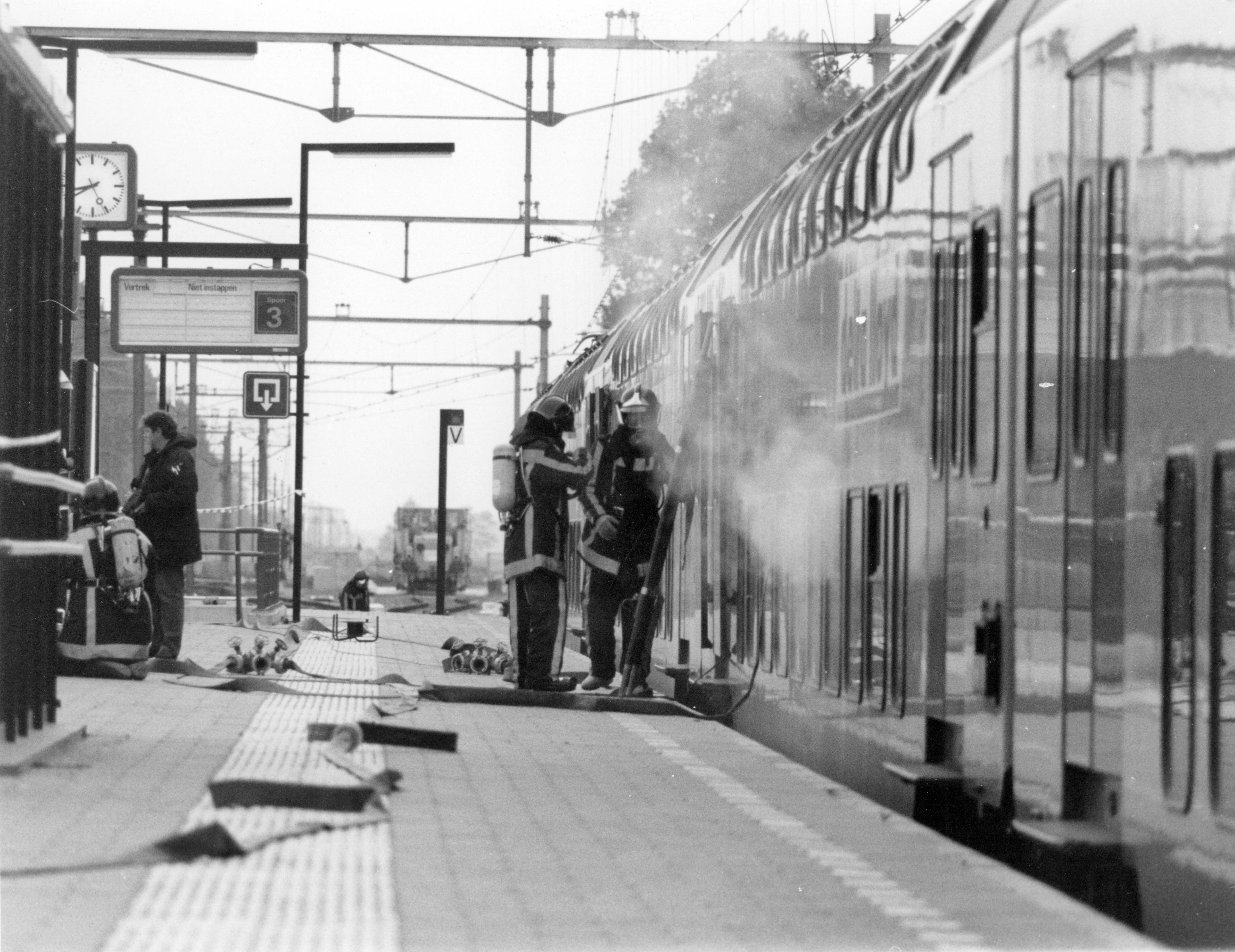
Brand in een dubbeldekker rond 1990-1995
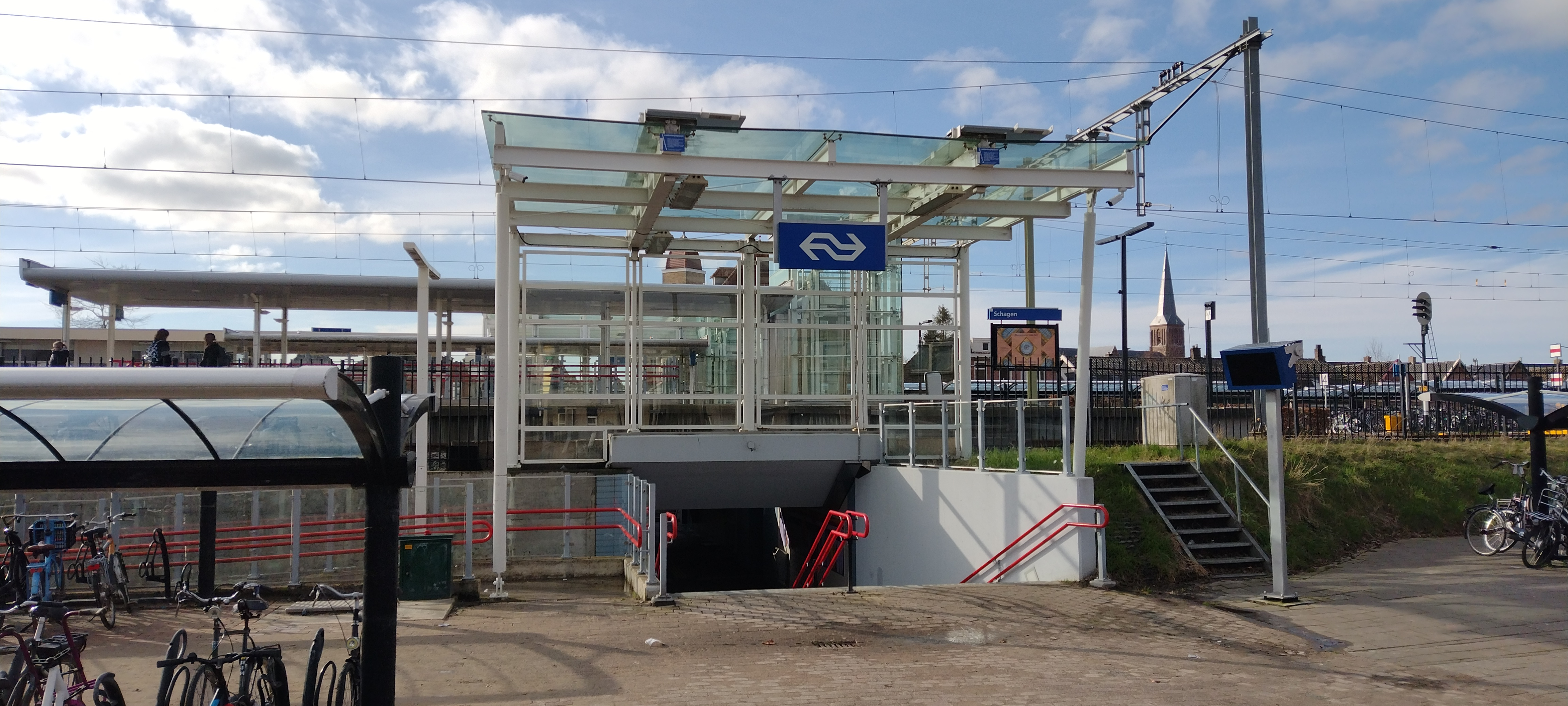
Het station in 2024
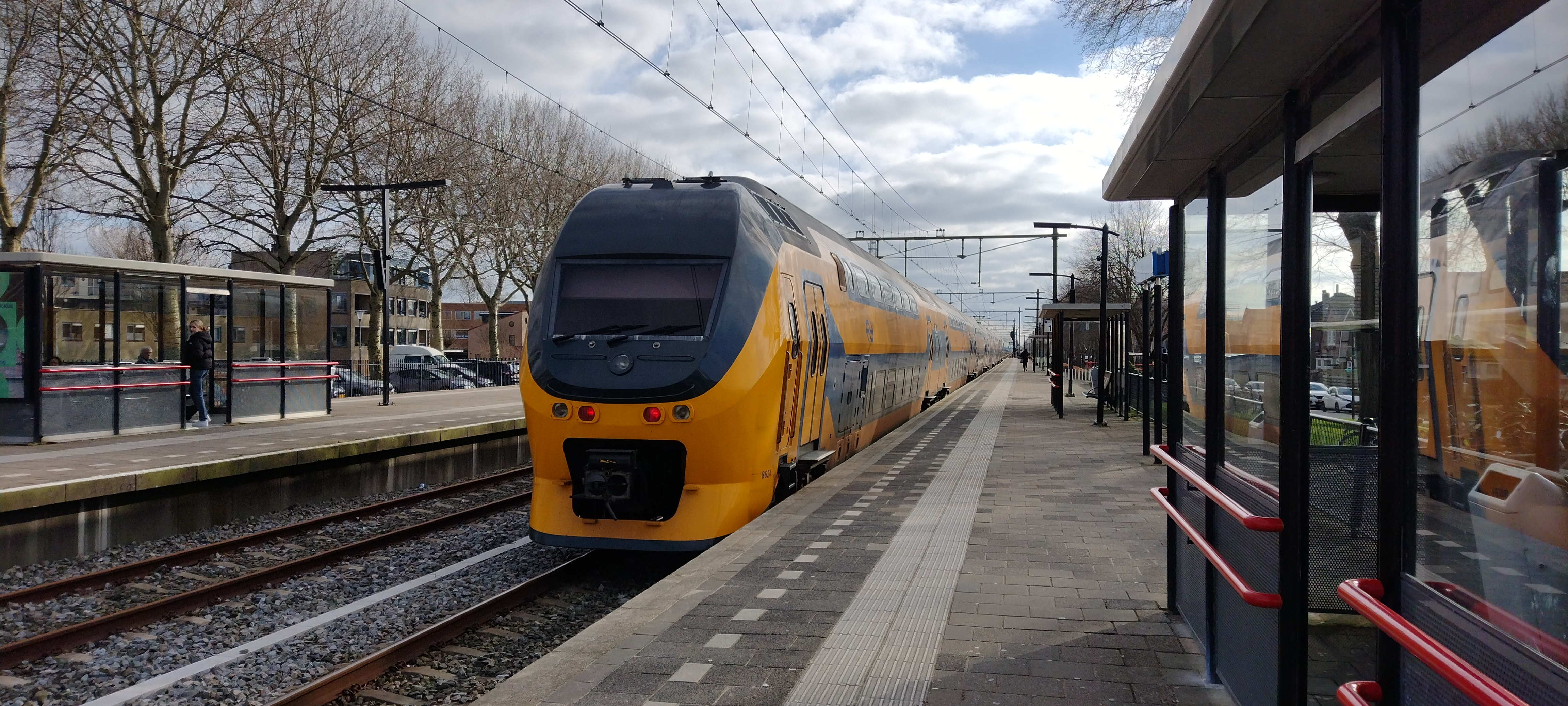
VIRM op het station
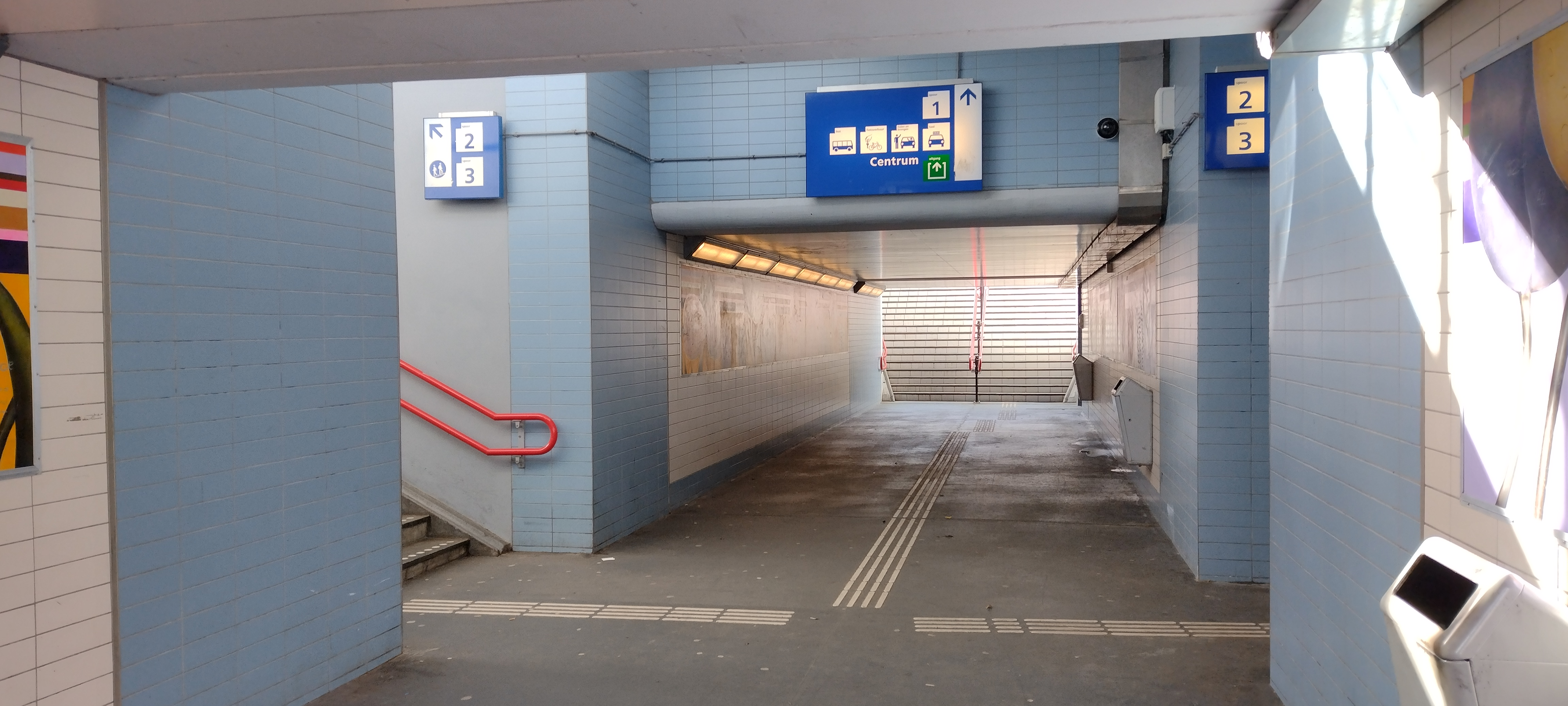
Tunnel onder de sporen